# 's-Hertogenbosch

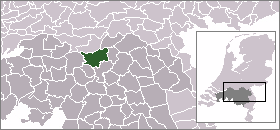
’s-Hertogenboschs kommuns läge i Nederländerna

’s-Hertogenboschs vapen

’s-Hertogenbosch eller Den Bosch (franska: Bois-le-Duc) är provinshuvudstad i den nederländska provinsen Noord-Brabant. Staden har 141 906 invånare (1 februari 2012), 195 000 med förstädernas befolkning inräknade. Den kända katedralen Sankt Janskatedralen ligger här. Den kände konstnären Hieronymus Bosch härstammar från platsen, därav hans efternamn. Under andra världskriget fanns här ett nazistiskt koncentrationsläger Herzogenbusch i Vught.

## Historia

’s-Hertogenbosch flagga

Staden grundades av hertig Henrik I av Brabant i slutet av 1100-talet och erhöll stadsrättigheter 1184, och stadens namn betyder Hertigens skog. Hertogenbosch blev senare en betydande fästningsstad. Den intogs med list av spanjorerna under Nederländska frihetskriget men återerövrades 1629 efter en långvarig belägring av Fredrik Henrik av Oranien. 1794 belägrades och intogs Hertogenbosch av fransmännen, och 1814 intogs den av preussarna genom överrumpling och hjälp från stadens borgare.
I januari 1943 inrättade tyskarna ett koncentrationsläger Herzogenbusch i Vught utanför staden för deportation av judar i väst till läger i öst. 1944 skadades stora delar av staden av flygangrepp, samma år övergavs koncentrationslägret.